# Filip Jergović
Filip Jergović (cirílico serbio: Филип Јерговић) fue Ministro de Finanzas del Reino de Montenegro desde septiembre de 1910 hasta junio de 1912, siendo sucedido por Sekula Drljević, Ministro del Interior del Reino de Montenegro desde el 30 de agosto de 1910 hasta el 1 de septiembre de 1910, siendo sucedido por Marko Djuvanović y Ministro de Educación desde el 14 de agosto hasta el 23 de agosto de 1911, siendo sucedido por Milo Dožić. Fue educado en Zagreb y Viena.